# 敷島 (たばこ)
敷島（しきしま）は、かつて大蔵省専売局が1904年6月29日から1943年12月下旬まで製造・販売していた日本の口付紙巻きたばこの銘柄の一つ。

## 概要
江戸時代から高級葉として知られる国分種など鹿児島産在来葉と水府葉（茨城県久慈地方で産した良質の葉）が60％も使用されていた（同じ口付銘柄の朝日は40%）。そのため、発売当初は国産の高級たばこであった。なお、「口付」は現在のフィルターとは異なり、紙巻きたばこに「口紙」と呼ばれるやや厚い円筒形の吸い口を着けたもので、喫煙時に吸いやすいようにつぶして吸ったものである。
1920年（大正11年）3月19日に両切り形式も発売されたが、早くも同年同月30日に販売を終了している。これは日本一販売期間の短い煙草とされている。

## 経緯
日露戦争開戦直後、政府は戦費の調達のためにタバコ・酒の政府専売を強化し、新たにタバコ四銘柄を発売した。その一つが「敷島」（20本10銭）で、ほかに「大和」（20本9銭）、「朝日」（20本8銭）、「山櫻」（20本8銭）があった。いずれも名称は本居宣長が詠んだ和歌「敷島の大和心を人問はば朝日に匂ふ山櫻花」から付けられた。
政府は更に1906年10月25日に「不二」（20本12銭）、1910年1月24日に「国華」（20本15銭）を発売し、戦費を補った。それぞれ従来品より2割ほども高く、「敷島」は更に1907年には2回値上げしたが、そのイメージはやがて中級品へと落ちてゆく。「不二」はとても評判が良く、「敷島」とともに原料不足のため全需要に応じられないほどであった。「国華」は一部の消費者の需要にとどまり、一般的に普及することはなかった。「八千代」が発売された際にはそのあおりを受けて供給量が減らされたが、「敷島」の人気は高く「八千代」は全く売れず販売店からも「敷島」の供給を求める声が上がったほどであった。

### 終売
1936年（昭和11年）の値上げ時点の価格設定は1箱20銭。贈答用（2円）、卓上用（1円）用もラインナップされていたが、この頃から製造中止が噂されるようになった。
第二次世界大戦が始まると戦費捻出のためタバコの一斉値上げが行われた。1943年（昭和18年）1月17日には敷島20本入りの価格が35銭から65銭、同年12月26日には65銭から1円へと値上げが行われた。さらに翌1944年（昭和19年）、戦局が悪化するとタバコの製造自体もままならなくなり、資材不足のため敷島は、ほか6品種とともに廃止された。

## 登場する作品
- 正宗白鳥『何処へ』（「早稲田文学」1908年1月） - 「珍しく敷島を袂から出して火をつけ」とある。
- 夏目漱石『行人』（『朝日新聞』1912年12月6日～1913年11月5日） - 主人公が「敷島」を愛用している。
- 夏目漱石『草枕』- 「敷島のさきを付けて吸ってみると、鼻から烟が出た。」と、主人公が敷島を吸う描写がある。
- 谷崎潤一郎『鮫人』（「改造社」1926年2月3日） - 登場人物が敷島を購入する描写がある。
- 川端康成『名人』 - 登場人物が対局中に敷島を吸う描写がある。
- 太宰治『女生徒』- 「なぜ、敷島なぞを吸うのだろう。両切の煙草でないと、なんだか、不潔な感じがする。」とある。